# Боровлянка (Заринский район)
Боровлянка — село в Заринском районе Алтайского края России. Входит в состав Сосновского сельсовета. Население — 84 человека (2009).

## География
Село находится на северо-востоке края, на юге центральной части района, в предгорьях Салаирского кряжа.
Абсолютная высота — 298 метров над уровнем моря.
географическое положение
Расстояние до районного центра (города Заринск) — 36 км.
Относится к числу труднодоступных и отдаленных местностей.
уличная сеть
- Лесная
- Новая
- Трудовая
- Центральная

## История
Село было основано в 1867 году переселенцами из Тульской губернии. Своё название село получило по гидрониму (р. Боровлянка).

## Население
| 1997 | 1998 | 1999 | 2000 | 2001 | 2002 | 2003 | 2004 | 2005 |
| ---- | ---- | ---- | ---- | ---- | ---- | ---- | ---- | ---- |
| 186  | ↘170 | ↘166 | ↗167 | ↗172 | ↘144 | ↗147 | ↘124 | ↘123 |
| 2006 | 2007 | 2008 | 2009 | 2010 | 2011 | 2012 | 2013 |      |
| ↘100 | ↘91  | ↘84  | →84  | ↘64  | ↗67  | ↘48  | ↘38  |      |

национальный состав
Согласно результатам переписи 2002 года, в национальной структуре населения русские составляли 100 % от 150 жителей.

## Инфраструктура
В селе имеется начальная общеобразовательная школа, фельдшерско-акушерский пункт, отделение почтовой связи.

## Транспорт
Село доступно автомобильным транспортом.
Проходит автодорога регионального значения «Буланиха — станция Буланиха — Боровлянка — Уткино — Клепиково — река Обь» (идентификационный номер 01 ОП РЗ 01К-58).
Ближайшая железнодорожная станция — Голуха расположена примерно в 4 км по автодороге.